# Венерологія
Венероло́гія (від лат. Veneris — Венера, у стародавніх римлян богиня любові) — галузь медицини, яка вивчає перебіг, лікування та попередження суто венеричних захворювань і таких, які передаються статевим шляхом.
Часто цю галузь об'єднують при наданні медичної допомоги з дерматологією в одну практичну медичну спеціальність — дерматовенерологія.